# Pseudopterogorgia kallos
Pseudopterogorgia kallos är en korallart som först beskrevs av Bielschowsky 1918.  Pseudopterogorgia kallos ingår i släktet Pseudopterogorgia och familjen Gorgoniidae. Inga underarter finns listade i Catalogue of Life.